# Електропіч (ПЕТ)
Електропіч (ПЕТ) — переносний безінерційний прилад електричного опалення конвективного типу. В електропечах під сталевим перфорованим кожухом поміщаються ТЕНи потужністю 0,5 — 2.5 кВт, що і визначають потужність печі. Виготовляються електропечі під напругу 110, 220, 380 і 750 вольт. Підведення електро живлення здійснюється через один з отворів у кожусі, розташованих з трьох сторін, через спеціальні контактні шпильки.
Електропечі ПЕТ мають низьку енергоефективність, наприклад для того щоб обігріти 10 м² площі електропіч споживає близько 850 ват електроенергії, це в кілька разів більше ніж споживають сучасні обігрівачі наприклад тепловий насос чи карбоновий обігрівач.
Перевагами електропечей ПЕТ є простота, надійність, низька ціна. Також перевагою електропечей є те що вони швидко починають обігрів приміщення і виходять на максимальну потужність обігріву через хвилину після увімкнення.
Але в той ж час електропечі мають значні недоліки це пожежонебезпечність і опіконебезпечність. Так як під час роботи температура їх поверхні нагрівається на 130—150°С вище температури навколишнього повітря. Крім того електропечі мають досить низьку енергоефективність.
Електропіч може встановлюватися як горизонтально, так і вертикально (з електроживленням знизу) положенні з приєднанням заземлюваного проводу до спеціального болту на корпусі.
Спочатку електропіч була розроблена як прилад для обігрівання кабін висотних кранів, але згодом електропіч стала універсальним обігрівачем. В минулому в Україні електропіч досить активно застосовували не тільки для промислового обігріву, а і для домашнього. Хоча в такому разі ризик пожежі є надзвичайно високим. Згодом заявилася традиція встановлення електропечі на цеглу, для запобігання перегріву підлоги. Але фактично це навіть збільшує імовірність пожежі, тому що існує імовірність падіння обігрівача з цегли, в результаті обігрівач може впасти боком на покриття підлоги що з високою імовірністю призводить до займання. Тому правилами експлуатації це суворо заборонено.